# Le Médecin de campagne
Le Médecin de campagne (em português O médico rural ) é um romance de Honoré de Balzac publicado em 1833. Faz parte da Comédia Humana.
Nessa Cena da vida rural, Balzac aborda suas próprias preocupações sobre a organização social, o poder político e a religião. Mas é necessário evitar confrontar os princípios políticos de Balzac e as convicções do Dr. Benassis, sobre o que a crítica deu frequentemente apontamentos contrários. Alguns veem aqui a menção de uma espécie de liberalismo como aquele que se entende no século XX, outros as premissas de um pensamento socialista, outros ainda tendência fourieristas.
É necessário, primeiramente, considerar a dimensão romanesca da obra, que, apesar de um enredo enxuto, remete ao mundo de Rousseau, com um elogio da natureza, da paz e da poesia.
Nenhum dos personagens deste romance reaparecerá na Comédia Humana.

## Resumo
Em 1829, o comandante Genastas chega a um vilarejo de Delfinado onde ele encontra o Dr. Benassis, que em dez anos transformou esse povoado miserável e atrasado em um pequeno vilarejo próspero. Cada um dos dois homens tem um segredo que não será revelado senão ao fim da narrativa.
Genestas se instala na casa do Dr. Benassis por dez francos ao dia sob o pretexto de curar velhas feridas militares. Os dois homens travam amizade, e o comandante acompanha o médico no seu passeio de consultas. Ele descobre como Benassis, chegando a prefeito do vilarejo, ali fez chegar a prosperidade aplicando suas teorias inovadoras. Por meio de grandes obras hidráulicas, ele transformou uma terra árida em terra cultivável onde puderam plantar trigo e árvores frutíferas. Ele também melhorou as habitações, criou uma pequena indústria de cestas e de serraria, e fez construir uma rota que se ligava à de Grenoble. Um padeiro, um ferrador e um grande número de artífices vieram juntar-se à população, que conheceria cinco anos mais tarde um certo "luxo", com a instalação de comércios, curtumes, um açougue, bem como de estruturas municipais: uma prefeitura, uma escola. Finalmente, os dois novos amigos narram um ao outro suas vidas: o comandante Genestas tem um filho adotivo doente, Adrien, que ele quer confiar ao Dr. Benassis. O médico aceita e consegue curar o jovem.
Por sua vez, Benassis confia seu segredo ao comandante: a enorme tarefa que ele cumpriu pelo vilarejo foi uma forma de expiação, para ele que recusava o suicídio ou o monastério. Depois da morte de uma jovem que ele seduziu em sua juventude, e a do filho que teve dela, ele decidiu pôr sua vida a serviço dos outros.

## As batalhas napoleônicas
O cerne da terceira parte do romance é construído de narrativas feitas à noite em uma granja, por um ex-soldado de infantaria de Napoleão, Guoguelat. Balzac revela aqui um projeto do qual ele traçou o plano e começou a redação: As batalhas napoleônicas. A obra não virá jamais à luz, mas as narrativas dessas batalhas, as referências a generais, marechais, à velha guarda imperial e soldados de infantaria serão dispersadas por toda a Comédia Humana. A tal ponto que Napoleão é o personagem mais frequentemente citado, tanto em relação a personagens fictícios do romancista, quanto na história real.